# Jay Migliori
Jay Migliori (* 14. November 1930 in Erie (Pennsylvania); † 2. September 2001 in Mission Viejo, Kalifornien) war ein US-amerikanischer Jazz- und Studiomusiker (Tenor- und Baritonsaxophon, Klarinette, Flöte).

## Biographie
Migliori stammt aus einer musikalischen Familie. Er begann zunächst Altsaxophon zu spielen und besuchte von 1949 bis 1950 das St. Louis Institute of Music. 1951/52 gehörte er der 571st Air Force Band in Texas an. Nach seiner Entlassung aus der Armee studierte er an Berklee School of Music. In seiner Studienzeit in Boston spielte er 1953 mit Miles Davis und 1954 auch mit Charlie Parker. Anfang 1957 wurde er Mitglied des Woody Herman Orchestra, mit dem er auch auf Südamerikatour ging. 1959 zog er nach Los Angeles und arbeitete dort als freischaffender Studiomusiker; er war ab 1961 Mitglied einer Gruppe talentierter Sessionmusiker, die sich The Wrecking Crew nannte. Hierdurch war er an mehr als 4.000 Plattenproduktionen beteiligt, etwa bei Glen Campbell, Frank Sinatra, Ray Charles, The Beach Boys („God Only Knows“, 1966) oder Céline Dion. Daneben spielte er in den Jazzclubs der Stadt. 1971 war er mit Frank Zappa auf Europatournee. 1972 bis 1984 gehörte er der Formation Supersax an. Auch spielte er mit eigenen Formationen, mit denen einige Alben entstanden, sowie mit den Bandleadern Stan Kenton, Maynard Ferguson, Gil Evans, Terry Gibbs, David Axelrod oder Louie Bellson. Er starb 2001 an Darmkrebs.

## Diskographische Hinweise
- Jay Migliori Quintet (Transition, 1955)
- Count the Nights and Times (1975), mit Joe Lettieri, Frank De La Rosa, Nick Martinis
- Smile! (Cexton, 1996)

## Lexigraphische Einträge
- Leonard Feather, Ira Gitler: The Biographical Encyclopedia of Jazz. Oxford University Press, New York 1999, ISBN 0-19-532000-X.